# Esquerra Comunista
Izquierda Comunista de España (ICE) fou un partit polític espanyol d'ideologia marxista constituït a partir d'una organització anterior: Oposición Comunista de España, fundada el 1930. En línies generals, l'ICE era integrada per elements trotskistes i afins que simpatitzaven amb el moviment de l'Oposició d'Esquerra Internacional de Lev Trotski, el qual criticava a l'estalinisme de l'URSS. Els seus òrgans d'expressió eren «Comunismo» i «El Soviet».
Es tractava d'una organització molt petita de la qual es coneix que tenia el seu principal àmbit d'actuació fora de Catalunya, especialment a Madrid. Amb tot, l'ICE era d'un grup molt consolidat i que aconseguí tenir un cert ressò entre els sectors més radicals del PSOE. Dos membres destacats foren el català Andreu Nin (secretari general des de 1932), un reconegut comunista internacional i antic militant de la CNT, i el trotskista madrileny Juan Andrade, pioner del comunisme espanyol i provinent del PCE.
El fracàs de la Revolució d'octubre de 1934 tingué unes repercussions molt importants pels partits d'esquerres. En aquest context, Nin inicià les converses amb un antic company ex-cenetista, Joaquim Maurín líder del Bloc Obrer i Camperol (BOC), un partit comunista català que comptava amb molts més afiliats que l'ICE, si bé que també era molt minoritari fora de Catalunya. Ambdós grups eren crítics amb l'estalinisme, amb el sectarisme de la CNT i també amb el PCE. A la vegada, creien que per assolir la revolució social era necessari un partit revolucionari. Per aquest motiu, calia fundar un partit nou, ja que refusaven les estratègies dels altres partits marxistes de "bolxevitzar" el PSOE o d'aliar-se amb la burgesia republicana per fer un front comú contra les dretes.
Així doncs, al setembre de 1935, l'ICE es fusionaria amb el BOC en igualtat de condicions, malgrat la ja esmentada desproporció d'afiliats, per crear el Partit Obrer d'Unificació Marxista (POUM). El POUM, malgrat ser minoritari i de curta vida, tindria una destacada participació durant la guerra civil fins a la seva repressió, instigada pels agents estalinistes i el PCE, el juny de 1937.